# 簡炳墀
簡炳墀（1937年11月24日—2022年2月12日），人稱食力簡、簡Sir，為香港賽馬會著名華人練馬師，曾五度奪得香港冠軍練馬師榮銜，一生曾勝出逾840場頭馬。

## 外號
簡炳墀稱號多多，最為人熟悉的包括「食力簡」、「牙擦簡」、「牙擦練馬師」、「盃王」、「簡sir」等。性格喜歡「認叻」，出風頭，以致其言行每每受人注目，經常語出驚人。

## 生平

### 早期生活
簡炳墀生於香港上水松柏塱村，是新界原居民，曾就讀博文學校（1952年小六，因入學時間推遲，故成為該校從私塾改建為小學後第3屆畢業生），後入讀鳳溪第一中學初中年級（建校首屆校友），其四名兄弟姊妹早於1950年代移民英國及荷蘭。他在初中時因不喜歡讀書，所以輟學。輟學後投身社會工作，於中環牛奶公司任初級文員，晚間則在聖貞德中學夜校修讀英文課程。後來轉職信差和泥工，又任職輔警（編號A455）。但因為覺得沒有前途而離職。

### 居英時期
簡炳墀於1950年代移民英國，曾在葉森馬場附近一家中國餐館工作多年，期間認識了不少當地賽馬界人士。1962年，簡炳墀獲著名騎師Teith Tugan介紹到馬場當馬伕及策騎員，更曾任職業騎師，並修讀馬匹管理課程學習練馬知識，正式踏足馬圈。當時他在英國花了7年時間過著早上到馬房工作，下午學習英文，晚上任餐館侍應的艱苦生活。
由於簡炳墀在《1962年英聯邦入境法令》生效前已入境英國定居並在當地已居住超過五年，因此他不受該法例及其後之《1971年入境法令》影響， 可繼續享有居英權及按照《1981年英國國籍法》享有完全的英國公民身份。

### 回港發展
1969年，簡炳墀於一次晨操時跌傷，於是返回香港治療，適逢當時香港賽馬會聘請馬房助理，他便前往應徵。其後逐步升至副練馬師，期間於1972年更被保送到英國深造馬房管理課程，學成回港後獲晉升為高仕和馬房的助理練馬師, 及後跟隨歐金洪及賓仕，1978-79年馬季開始在新建成之沙田馬場開倉從練，最初數季只是一個養馬20-30匹之中型馬房，成績平常, 及至1984年憑『鍾意寶』及『金中金』連奪首屆馬會百週年紀念盃和百週年紀念銀瓶孖寶，繼而連勝1985年和1986年香港打吡大賽而聲名大噪。當年首席華人練馬師鄭棣池和澳洲籍練馬師艾驊思因涉及楊元龍上海幫造馬案而被馬會停牌，前領練馬師約翰摩亞的馬房亦已滿額，很多馬主紛紛把具高質素之馬匹轉至簡廄，使其養馬數量激增至60多匹，成為實力雄厚之大馬房之一，此後表現突飛猛進，除奪得五屆香港冠軍練馬師殊榮（1986/1987、1987/1988、1988/1989、1989/1990及2000/2001年度)外，更取得一度是香港紀錄的超過844場頭馬，當中以1989/1990年度馬季取得63場頭馬為最出色的一季。
1990年以後馬會大幅增加賽事獎金， 並逐步放寬馬匹入口限制，容許馬主自行購買未曾出賽或曾勝出級際賽的馬匹來港服役，國際賽事亦開放予世界各地馬匹參加，使賽事水準日漸提高, 香港賽馬因而漸受海外馬圈人士注意。不少頂級練馬師籍派遣賽駒來港參賽順道視察香港環境，看看是否適合自己發展事業, 結果吸引到賓康、愛倫及大衛希斯等來港開倉，6屆冠軍騎師告東尼及其兄長前騎師告達理亦轉任練馬師，為馬主提供更多選擇, 造成實力馬分流。部份練馬師或其家族甚至於外地自設牧場繁殖和訓練馬匹, 從中賺取配種費或佣金，很多馬主於是透過這些『一條龍』服務購入高質素馬匹並將之交由他們馬房訓練，令他們馬房實力日漸強大，簡炳墀因缺乏這些條件，成績稍不如前，直至2000-01年度才再奪冠軍。
簡總共贏得超過100項盃賽，創下香港紀錄，包括1988年首屆香港邀請盃(飛躍舞士)、五屆香港打吡大賽冠軍 (1985年「金中金」、1986年「你知幾時」、1989年「威利高」、1992年「生圖」和2001年「實業先鋒」) 以及2000年女皇盃 (「實業家」)，此外更憑「歡騰」勝出21世紀全球首場賽事千禧盃, 因而贏得盃王美譽。簡為贏馬最多之華人練馬師，備受其他華人練馬師擁護和愛戴，曾多次被選為練馬師協會主席，能在外籍練馬師叱吒風雲的香港馬圈鶴立雞群，確屬異數。

### 轉戰濠江
2003年，簡炳墀從練25年後退休，於2003-2004年度馬季轉到澳門賽馬會任練馬師，共勝出267場頭馬，期間曾三度派遣馬匹『宮殿福將』來港參加港澳盃， 跑獲一次季軍。直到2011-2012年澳門馬季後，簡炳墀因在香港犯賄選罪被裁定罪成被判入獄而決定放棄澳門練馬師牌照。

### 晚年生活
2019年7月，簡炳墀參與光復上水遊行。他批評水貨客搞亂上水，並叫「水貨客返鄉下」。他亦批評政府無能，指出政府提出《逃犯條例》草案是違反「五十年不變」的承諾。

### 逝世
簡炳墀晚年深受疾病折磨，他曾確診膀胱癌，動過一次大手術，飽受屙血尿困擾。2022年2月12日晚上9時許，在其上水松柏塱的大宅被發現身體僵硬，沒有脈搏，安詳離世，享年84歲。

## 馬房所屬見習騎師及副練馬師現況

### 香港練馬師
徐雨石，掛靴後曾任簡炳墀馬房策騎員16年，及後轉投大衛希斯兩年，在2005年自立門戶前，曾任呂健威副練8年，被稱為「食力簡大弟子」
丁冠豪，掛靴後歷任許怡（2003-2005年）、鄭俊偉（2005-2008年）、呂健威（2008-2013年）、沈集成（2013-2018年）馬房的副練，2018年自立門戶，從練早期有「超級新丁」之稱
葉楚航, 見習騎師時代拜師於練馬師王兆旦，畢業後獲簡簡炳墀重用，掛靴後於簡廄工作而逐漸升至練馬師，被稱為「食力簡契仔」。
自從簡炳墀逝世之後，徐雨石、葉楚航、丁冠豪三位練馬師均曾經有過頭馬數字不達標的紀錄，他們因而被馬迷謔稱為「三個燉馬佬」。

### 澳門練馬師
謝偉豪
馮耀正 (2017-18、2019-20、2021-22及2022-23年度冠軍)
張兆煊
梁錫麟（曾經在香港從練，然而其後牽涉吳兆秋造馬案，於2000年轉戰澳門）

### 已離世
張學勤 (因涉及造馬案而被香港馬會停牌，後轉赴澳門、南韓及馬來西亞等地策騎，整個騎師生涯總共蠃了近150埸頭馬。 掛靴後回港擔任評馬人，曾為新報撰寫馬經及於網台講馬，事業最高峰時期曾擁有數個物業，惟其後因投資失利而一度債台高築，須出售部份物業套現還債，及後因學歷低而被逼從事清潔等基層工作，最終於2022年3月倒斃家中)
簡慧榆 (1997年獲發見習騎師牌照，於1997年12月20日策騎簡廄馬「大家旺」首次出賽。1998年2月1日憑簡廄「夠威先生」（16倍）獲得首場勝利。同年5月30日，策騎「同興旺」勝出她首項級際賽皇太后盃 （页面存档备份，存于）。1999年3月7日策騎愛倫馬房「君子」角逐香港打吡大賽，成為職業化以來首位女騎師出戰打吡 （页面存档备份，存于）。從騎兩季共取得16場頭馬。同年3月21日策騎黃汝安馬房馬匹『漢廷之寶』出賽時墮馬身亡 （页面存档备份，存于）, 簡炳墀及後以其名義捐款70萬元於廣東惠州興建學校以作紀念)

## 主要訓練馬匹
- 鐘意寶
- 你知幾時（香港打吡大賽，香港金盃）
- 飛躍舞士（香港邀請盃）
- 掌聲（董事盃，沙田錦標）
- 金中金 (香港打吡大賽)
- 威利高 (香港打吡大賽)
- 金鑰匙（女皇盃，沙田錦標）
- 金腰帶 (香港金盃)
- 金威（女皇盃，伯爵金盃）
- 真威（董事盃，沙田錦標）
- 生圖（董事盃，香港打吡預賽，香港打吡大賽）
- 開心大少 (香港打吡預賽)
- 同興旺 (皇太后盃)
- 實業先鋒 (香港打吡大賽)
- 實業家（香港打吡預賽，女皇盃，香港金盃）
- 大埔之星（在港從練最後頭馬）

## 從練成績
| 年度      | 冠  | 亞  | 季  | 殿  | 第五 | 出馬總數 | 所贏獎金 | 練馬師榜排名    | 備注     |
| --------- | --- | --- | --- | --- | ---- | -------- | -------- | --------------- | -------- |
| 1978-1979 | 22  | 24  | 16  | 19  | 14   | 182      | $        | 8 / 23          | 開倉首季 |
| 1979-1980 | 20  | 22  | 22  | 17  | 28   | 199      | $        | 8 / 22          | 第2季    |
| 1980-1981 | 14  | 25  | 22  | 19  | 30   | 247      | $        | 13 / 20         | 第3季    |
| 1981-1982 | 18  | 25  | 36  | 30  | 25   | 280      | $        | 12 / 21         | 第4季    |
| 1982-1983 | 19  | 17  | 19  | 14  | 12   | 162      | $        | 12 / 21         | 第5季    |
| 1983-1984 | 17  | 33  | 19  | 20  | 21   | 220      | $        | 14 / 20         | 第6季    |
| 1984-1985 | 28  | 23  | 27  | 23  | 29   | 239      | $        | 6 / 20          | 第7季    |
| 1985-1986 | 31  | 45  | 38  | 26  | 32   | 357      | $        | 5 / 22          | 第8季    |
| 1986-1987 | 53  | 51  | 62  | 49  | 40   | 424      | $        | 1 / 19 （冠軍） | 第9季    |
| 1987-1988 | 55  | 53  | 46  | 47  | 32   | 424      | $        | 1 / 19 （冠軍） | 第10季   |
| 1988-1989 | 52  | 60  | 56  | 45  | 47   | 478      | $        | 1 / 20 （冠軍） | 第11季   |
| 1989-1990 | 63  | 72  | 61  | 60  | 55   | 543      | $        | 1 / 20 （冠軍） | 第12季   |
| 1990-1991 | 42  | 50  | 58  | 45  | 50   | 491      | $        | 2 / 22          | 第13季   |
| 1991-1992 | 32  | 30  | 31  | 32  | 43   | 367      | $        | 4 / 22          | 第14季   |
| 1992-1993 | 25  | 35  | 31  | 28  | 39   | 353      | $        | 11 / 23         | 第15季   |
| 1993-1994 | 35  | 45  | 36  | 29  | 32   | 417      | $        | 6 / 24          | 第16季   |
| 1994-1995 | 26  | 30  | 43  | 36  | 42   | 463      | $        | 6 / 24          | 第17季   |
| 1995-1996 | 25  | 23  | 28  | 34  | 39   | 429      | $        | 9 / 26          | 第18季   |
| 1996-1997 | 35  | 37  | 37  | 52  | 41   | 506      | $        | 6 / 28          | 第19季   |
| 1997-1998 | 41  | 34  | 41  | 33  | 43   | 546      | $        | 4 / 25          | 第20季   |
| 1998-1999 | 33  | 26  | 24  | 41  | 35   | 469      | $        | 10 / 25         | 第21季   |
| 1999-2000 | 46  | 41  | 53  | 52  | 46   | 718      | $        | 3 / 26          | 第22季   |
| 2000-2001 | 57  | 53  | 54  | 50  | 44   | 686      | $        | 1 / 25 （冠軍） | 第23季   |
| 2001-2002 | 31  | 51  | 32  | 32  | 34   | 525      | $        | 8 / 24          | 第24季   |
| 2002-2003 | 21  | 23  | 27  | 29  | 26   | 477      | $        | 18 / 24         | 第25季   |
| 總計      | 841 | 928 | 919 | 862 | 879  | 10202    |          |                 |          |

## 從政

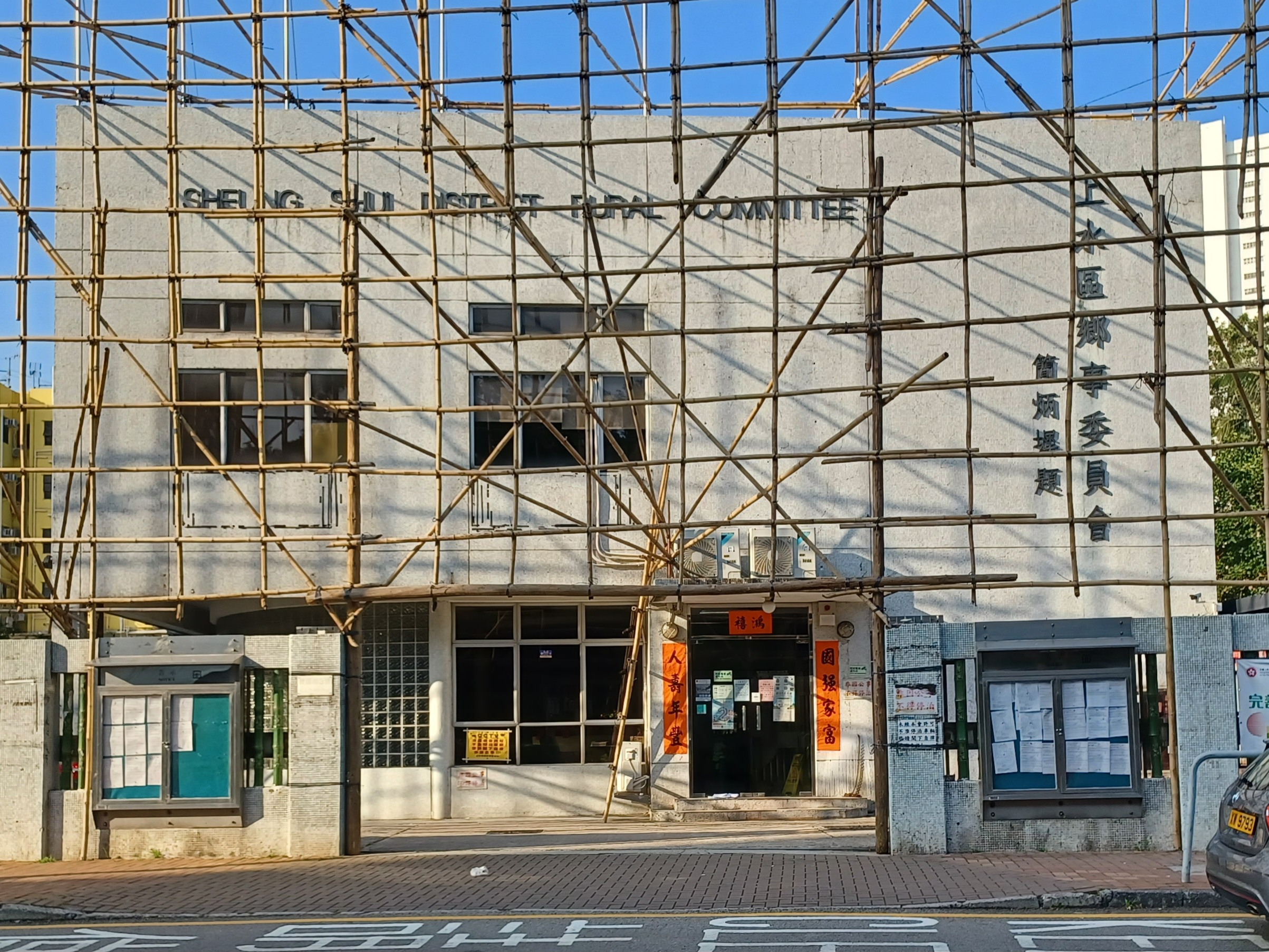
上水區鄉事委員會會址，外牆有簡炳墀的題字

簡炳墀曾於1988年－2003年（第19-22屆）期間擔任上水區鄉事委員會主席、新界鄉議局永遠顧問，又曾組織與新界鄉議局對立的新界原居民議會，並由2018年4月1日至2019年3月31日，擔任葵青區議會增選議員。他亦曾三度參選香港立法局/立法會議員，但皆排名尾二落選。簡後來曾表態要求前行政長官董建華下台及支持梁國雄參選立法會等。

### 選舉紀錄
| 選舉             | 選區                   | 所屬政黨 | 得票數 | 得票率 | 結果 | 備註 |
| ---------------- | ---------------------- | -------- | ------ | ------ | ---- | ---- |
| 1995年立法局選舉 | 公共、社會及個人服務界 | 獨立     | 6,290  | 6.46%  | 落選 |      |
| 1998年立法會選舉 | 新界東                 | 獨立     | 6,637  | 2.01%  | 落選 |      |
| 2000年立法會選舉 | 新界東                 | 獨立     | 7,945  | 2.58%  | 落選 |      |

## 其他體育活動

### 足球
簡炳墀曾於1986至1988年擔任花花足球會的會長, 邀得騎師鄭仲謀擔任球會的秘書，鄭曾策騎簡廄『你知幾時』勝出打吡。
1986-87年球季花花於最後一場甲組聯賽以1-0力克已穩奪冠軍的南華，僅憑較佳得失球差壓倒港會成功護級。由於該役南華沒有派遣巴貝利及尹志強等主力前鋒上陣，令人質疑該隊是否因曾收受利益而故意排出較弱陣容應戰，港會遂向廉政公署投訴花花提供利益誘使對手打假波, 1987年9月11日廉署邀請簡及多名職球員返總部協助調查，並搜查球會宿舍及檢走大量文件，惟事件最後不了了之。1987-88年花花得第5名。

### 高爾夫球
簡炳墀愛好高爾夫球，為粉嶺高爾夫球場常客, 曾表示政府無須收回該球場作建屋用途，可向大地產商收回土地進行發展。

## 經典金句
節錄自2022年2月13日香港東方日報港聞版
- 「做人最緊要有食（實）力！只要有食力，別人才尊重你。」
- 「跑馬幾分鐘就有錢賺，所以咪加入馬圈囉！」
- 「我係簡炳墀，我可以話你知，贏大賽冇咩秘訣，只要揀到匹好馬返嚟就得。」
- 「大馬主要面，拉頭馬捧盃，我要獎金，各取所需囉，幾開心！如果馬主又要面又要錢，我就一無所有，咁我就唔開心架喇!」
- 「你千祈唔好叫我墀哥，我同你冇關係，最好叫我簡生，簡Sir都無妨，Brian Kan就唔得，我個名唔係你叫。」
- 「男人講才幹同實力，靚仔只係其次。」
- 「我雪茄都幾千蚊一支，不過我唔講，費事人哋話我沙塵，我飲Lafite、Latour，有錢都唔使講出嚟，唔通我有3架勞斯萊斯，又四圍同人講咩？」
- 「啲人冇料，驚炒魷魚，所以唔敢講嘢，但我係冠軍，邊個敢炒我魷魚？」
- 「啲人話我架車舊，我話你老婆夠舊喇，你換我咪換囉！佢就收聲，哈哈！」
- 「男人係會內疚嘅，佢真係愛你嘅話，去完滾，返屋企會更聽你話！」
- 「所謂上樑不正下樑歪，老竇有正氣，個仔都唔敢駁嘴！」
- 「馬唔識講嘢我都搞得掂，教仔女又有乜問題 ?」
- 「你打過隻馬，佢見到你都擰去第二度；如果錫佢，佢一見到你，就想擒出來望住你。 」
- 「我無牙擦，話我叻，我根本就係叻，事實係咁，唔使你讚，如果你無本事，牙擦就畀人話係癲啦！」
- 「選舉選唔到就好了，咁我唔使咁辛苦。」
- 「叻人先至會坐監！」
- 「馬圈同全世界一樣，壞人好難死，好人好快死！」

## 家庭
簡炳墀的妻子曾為一名小學女教師，兩人於1972年結識，婚後育有兩子兩女。兩子早年往英國留學，長子簡永強畢業後留在當地任事務律師，並於倫敦開設自己的律師事務所LESTER DOMINIC SOLICITORS LIMITED （页面存档备份，存于），幼子簡永輝於倫敦帝國學院取得電機及電子工程學士學位後再於西敏寺大學修讀法律文憑課程，1998年夏天回港後於香港大學修讀法律專業證書課程(PCLL)，1999年9月4日獲香港大律師資格，2000年9月完成實習後正式執業，現於資深大律師清洪之大律師事務所工作，2004年起獲委任為北區區議會委任議員。簡永輝亦為自由黨成員，曾參選2008年香港立法會選舉。兩名女兒的成就也不遑多讓，長女簡詠茹（Judy）在銀行工作，幼女簡詠茵（Regina）在2003年於特許公認會計師公會專業考試3.4卷「商業行政及管理」獲全球第一名 (86/100)。

## 官非
簡炳墀曾因於1988年5次在練馬師宿舍內非禮其菲律賓籍女傭而於1989年2月28日被沙田裁判司署判罰款25,000元，裁判官判刑時稱考慮到簡已受很大打擊及對社會貢獻良多不判其入獄。 由於簡毋須入獄，其練馬師牌照及區議員資格不受影響。
簡炳墀曾於1994年在立法局門外抗議修訂新界條例時，涉毆打支持修例的女社工陳慧芝，後法庭判簡無罪釋放。
2011年3月，簡炳墀向村代表士多店東主廖富壽提供一筆港幣13萬元款項，作為廖在選舉中投票給被告的誘因，與民建聯北區區議員侯金林同被廉政公署懷疑在上水區鄉事委員會選舉中賄選而被捕。簡在庭上辯稱只在士多內留下一個信封及不知內有現金，但廉署經調查後發現鈔票上有簡之指紋，故法官認為其證供不可信，於同年11月18日裁定他選舉舞弊罪名成立，並於同年12月11日被判入獄3個月2星期。律政司其後向上訴法庭申請加刑，刑期於2013年10月18日被加至12個月，簡炳墀即時再被收監， 至2014年4月10日獲釋，其時他已76歲。

## 外部連結
- 簡炳墀之子 - 簡永輝的志願